# شثاوات
الشثاوات (الاسم العلمي:Dodonaeoideae) هي أسرة من النباتات تتبع الفصيلة الصابونية من رتبة الصابونيات.

## قبائل الشثاوات
- الشثاوية
  - الشث